# دقيق معزز
الدقيق المعزز هو دقيق بعناصر غذائية معادة إليه والتي فقدت خلال عملية التحضير. تشمل عملية الإرجاع مغذيات مثل الحديد وفتامينات ب (حمض الفوليك، الريبوفلافين، الحمض النيكوتيني والثيامين). أيضا يمكن إضافة عنصر الكالسيوم. الغرض من تعزيز الدقيق هو إرجاع العناصر الغذائية المفقودة ليتكافأ المنتج مع المنتج قبل المعالجة. يختلف التعزيز عن التدعيم حيث أن الأول هو عبارة عن إعادة العناصر الغذائية المفقودة بينما الأخير هو إدخال عناصر غذائية جديدة لم تكن موجودة في الأساس.